# Sturup Raceway
Der Sturup Raceway ist eine Rennstrecke etwa 30 km östlich von Malmö (Schweden). Sie ist 2 km westlich des Flughafens Malmö gelegen und gilt als Schwedens südlichste Rennstrecke.

## Geschichte

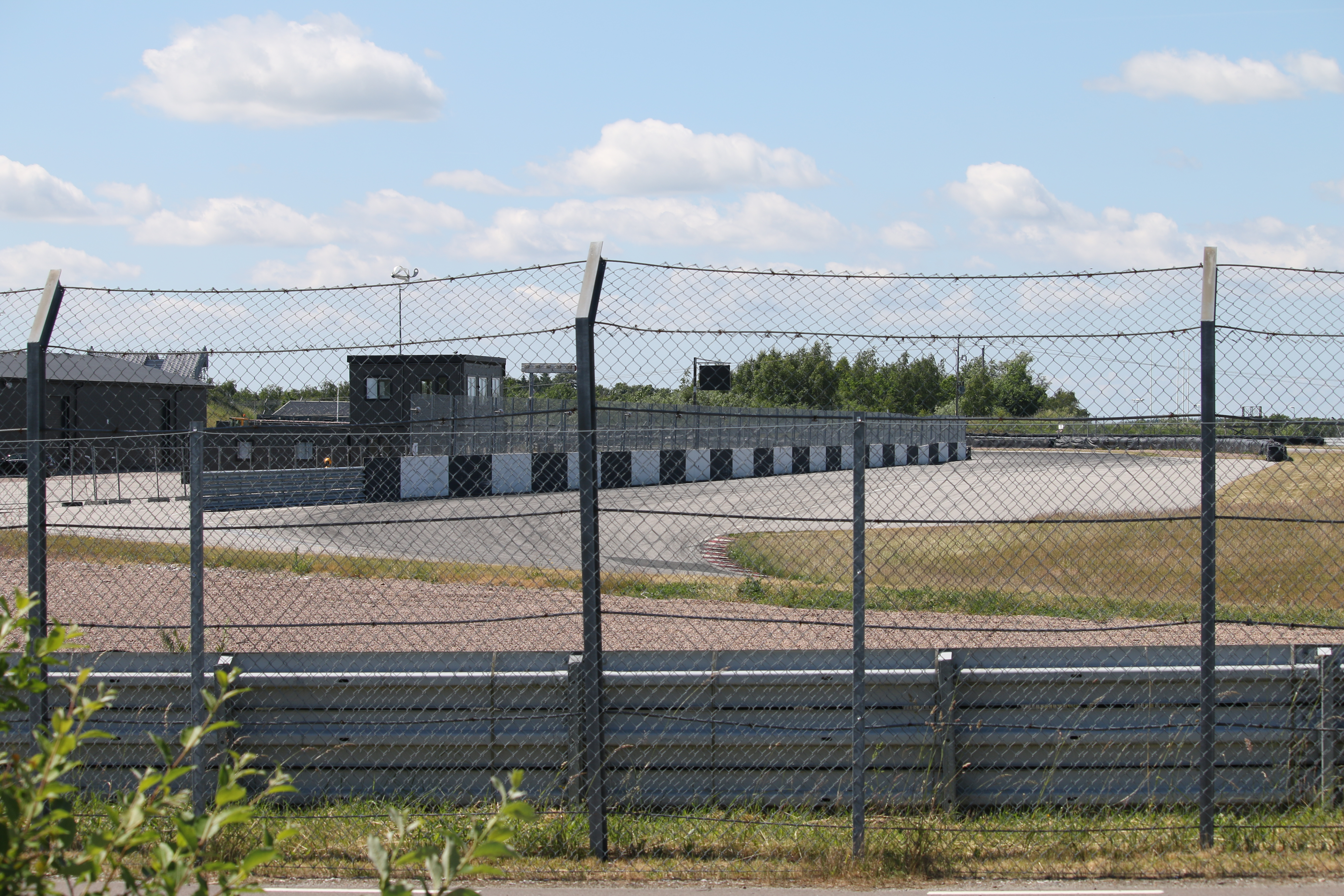
Sturup Raceway, neue Boxengasse (Bild 2016)

Ab 1972 wurden auf dem Gelände Rallycross-Veranstaltungen organisiert, wobei die Strecke ursprünglich den Namen Sturupsbanan trug, den man Anfang der 1980er jedoch in Skånecrossbanan änderte. Im Jahre 1989 wurde die Strecke dann vollständig asphaltiert, sodass schon 1990 erste Rundstreckenrennen abgehalten werden konnten. 
2001 wurde die damals 1,1 km lange Strecke vom Team Brask Management erworben, das ein Team in der Dänischen Tourenwagen-Meisterschaft unterhält. Das Antreten internationaler Serien ermöglichte ein umfangreicher Umbau der Strecke nach der Übernahme. So wurde der Streckenabschnitt vor Start und Ziel verlängert, was dem heute 1,48 km langen kleinen Kurs entspricht. An der nördlichen Spitzkehre wurde außerdem der Kurs um etwa 600 m verlängert und dort die neue Start- und Ziellinie und die neuen permanenten Boxen des nun ca. 2,1 km messenden Kurses verlegt, so dass die Strecke nun 2 Boxengassen aufweist.

## Streckenbeschreibung
Die 11 bis 20 Meter breite Strecke kann mittels 4 Kurzanbindungen und einer optionalen Schikane in 9 verschiedenen Konfigurationen aufgeteilt werden, die zum Teil parallel nutzbar sind.
Neben der Rennstrecke befinden sich auch 2 Skid-Planes für Drift- und Slalom-Wettbewerbe und mehrere Motocross- und Enduro-Kurse auf dem Gelände der Strecke.

## Veranstaltungen
Die heimische Schwedische Tourenwagen-Meisterschaft trat zwischen 2007 und 2012 5 mal auf dem Kurs in der Nähe von Malmö an.
Aktuell starten diverse schwedische und dänische Clubsportserien auf dem Sturup Raceway.